# Кукан (Іран)
Кукан (перс. كوكان) — село в Ірані, у дегестані Базарджан, у Центральному бахші, шагрестані Тафреш остану Марказі. За даними перепису 2006 року, його населення становило 152 особи, що проживали у складі 46 сімей.

## Клімат
Середня річна температура становить 11,20 °C, середня максимальна — 29,88 °C, а середня мінімальна — -9,47 °C. Середня річна кількість опадів — 236 мм.
| Клімат поселення                              | Клімат поселення | Клімат поселення | Клімат поселення | Клімат поселення | Клімат поселення | Клімат поселення | Клімат поселення | Клімат поселення | Клімат поселення | Клімат поселення | Клімат поселення | Клімат поселення | Клімат поселення |
| Показник                                      | Січ.             | Лют.             | Бер.             | Квіт.            | Трав.            | Черв.            | Лип.             | Серп.            | Вер.             | Жовт.            | Лист.            | Груд.            |                  |
| Середній максимум, °C                         | 5,58             | 6,71             | 10,68            | 17,20            | 22,42            | 28,15            | 29,88            | 29,52            | 24,90            | 18,57            | 11,86            | 6,30             |                  |
| Середня температура, °C                       | −1,95            | −0,82            | 3,14             | 9,68             | 14,89            | 20,63            | 24,50            | 24,16            | 19,54            | 13,19            | 6,48             | 0,94             |                  |
| Середній мінімум, °C                          | −9,47            | −8,33            | −4,38            | 2,15             | 7,36             | 13,10            | 19,14            | 18,76            | 14,17            | 7,80             | 1,11             | −4,44            |                  |
| Норма опадів, мм                              | 32               | 33               | 44               | 34               | 28               | 4                | 1                | 1                | 0                | 9                | 20               | 30               |                  |
| Середньомісячна швидкість вітру, м/с          | 1.57             | 2.02             | 2.90             | 3.08             | 2.66             | 2.51             | 2.45             | 2.35             | 2.17             | 2.06             | 1.83             | 1.30             |                  |
| Середньомісячна сонячна радіація, кДж/м²·день | 9160             | 12244            | 14796            | 18209            | 22206            | 26579            | 25894            | 23929            | 20770            | 15318            | 11020            | 9038             |                  |
| --------------------------------------------- | ---------------- | ---------------- | ---------------- | ---------------- | ---------------- | ---------------- | ---------------- | ---------------- | ---------------- | ---------------- | ---------------- | ---------------- | ---------------- |
| Джерело:                                      |                  |                  |                  |                  |                  |                  |                  |                  |                  |                  |                  |                  |                  |